# فو (الأرديين)
فو هي بلدية فرنسية تقع في إقليم الأردين التابعة لمنطقة غراند إيست. 

## الأماكن والمعالم الأثرية

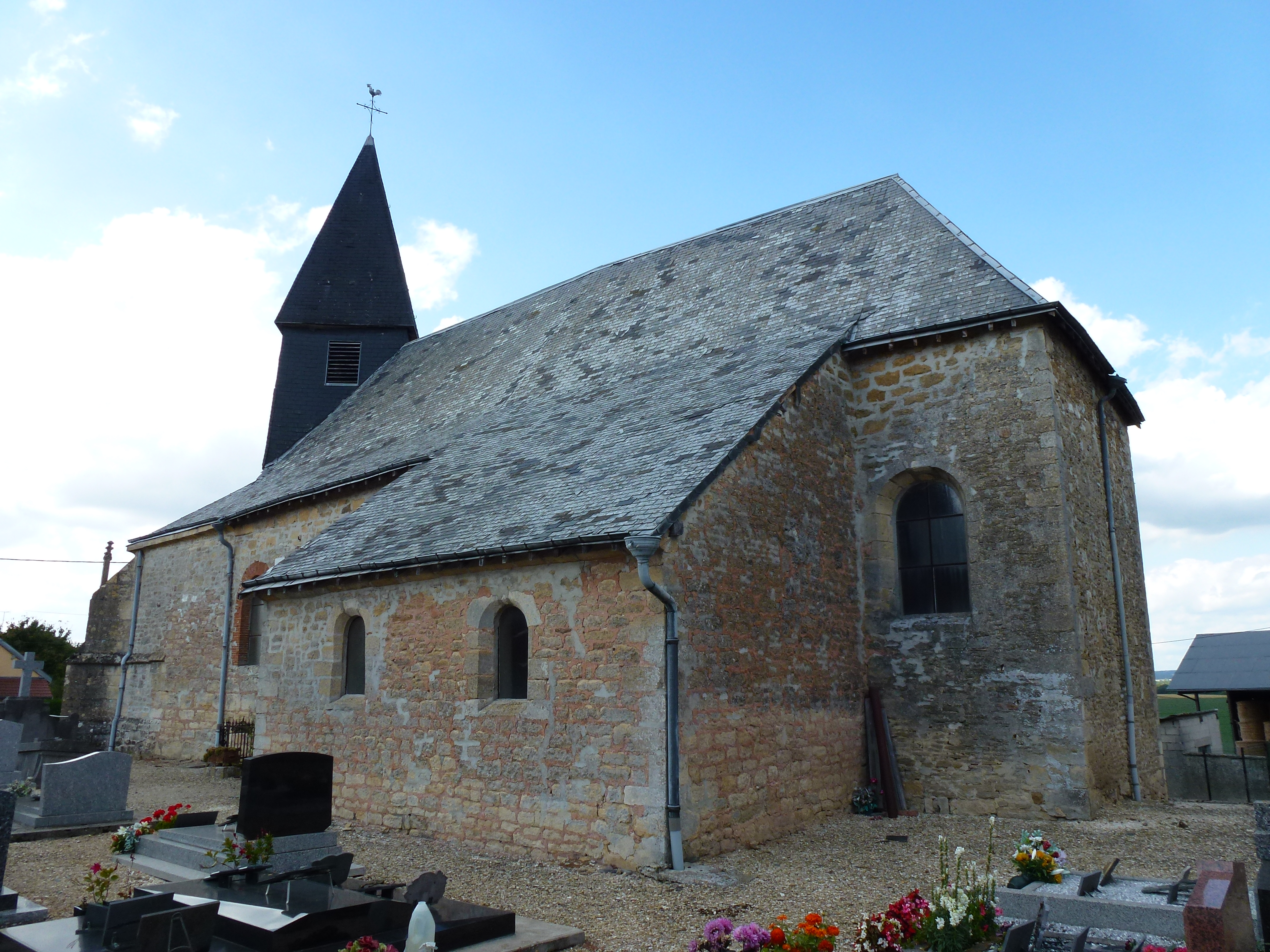
الكنيسة.
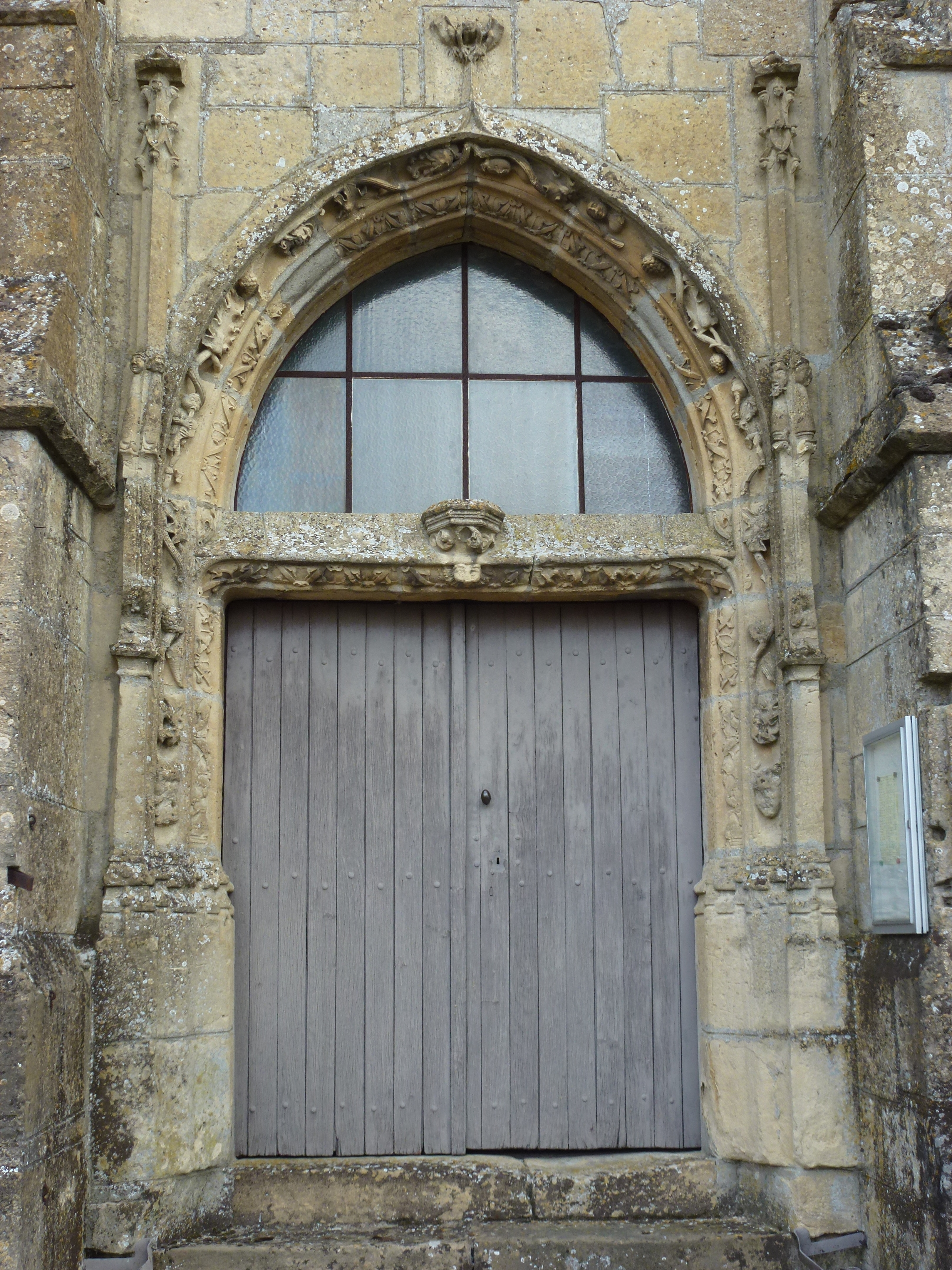
بوابة الكنيسة.
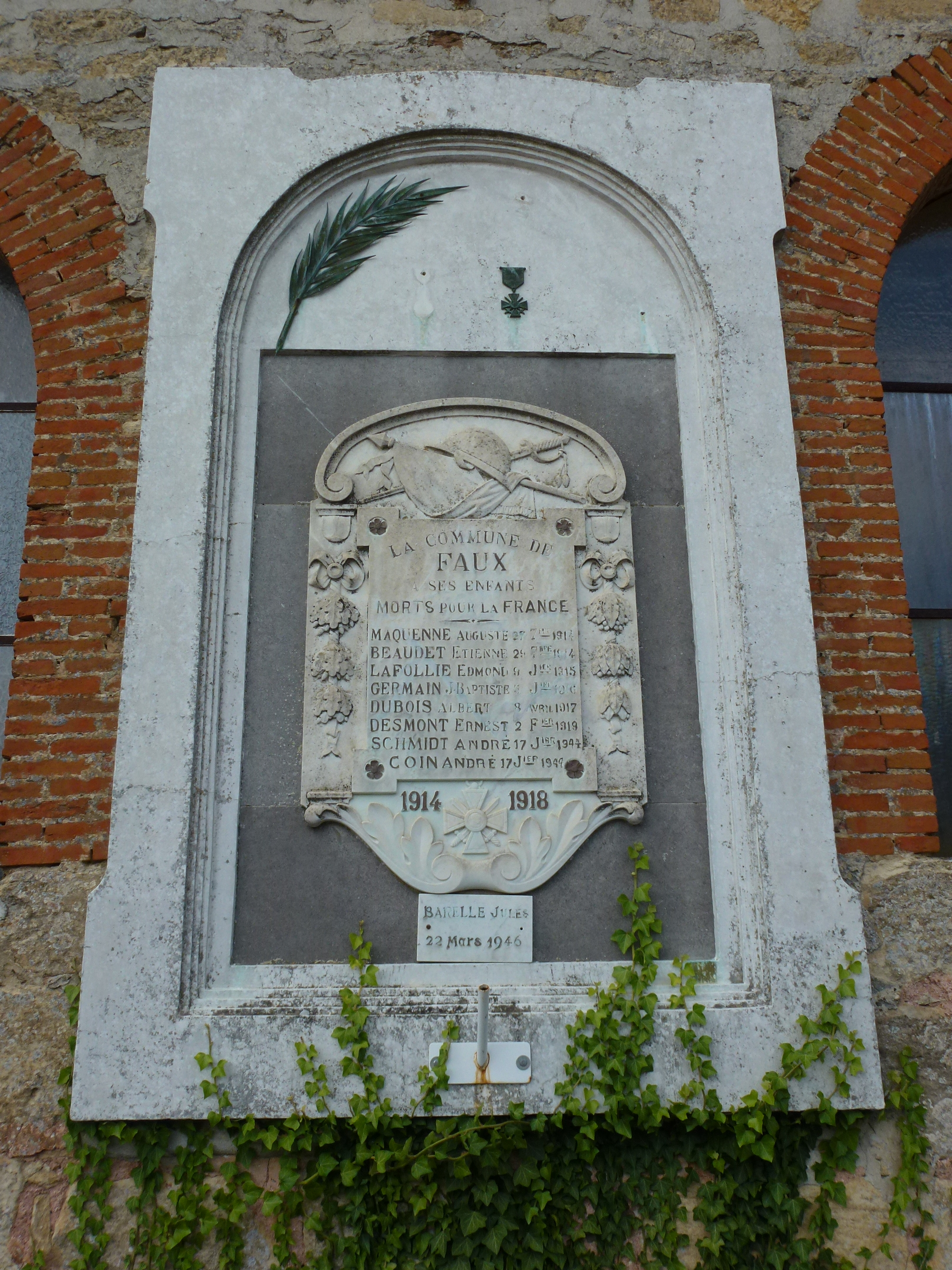
معلم أثري للموتى.
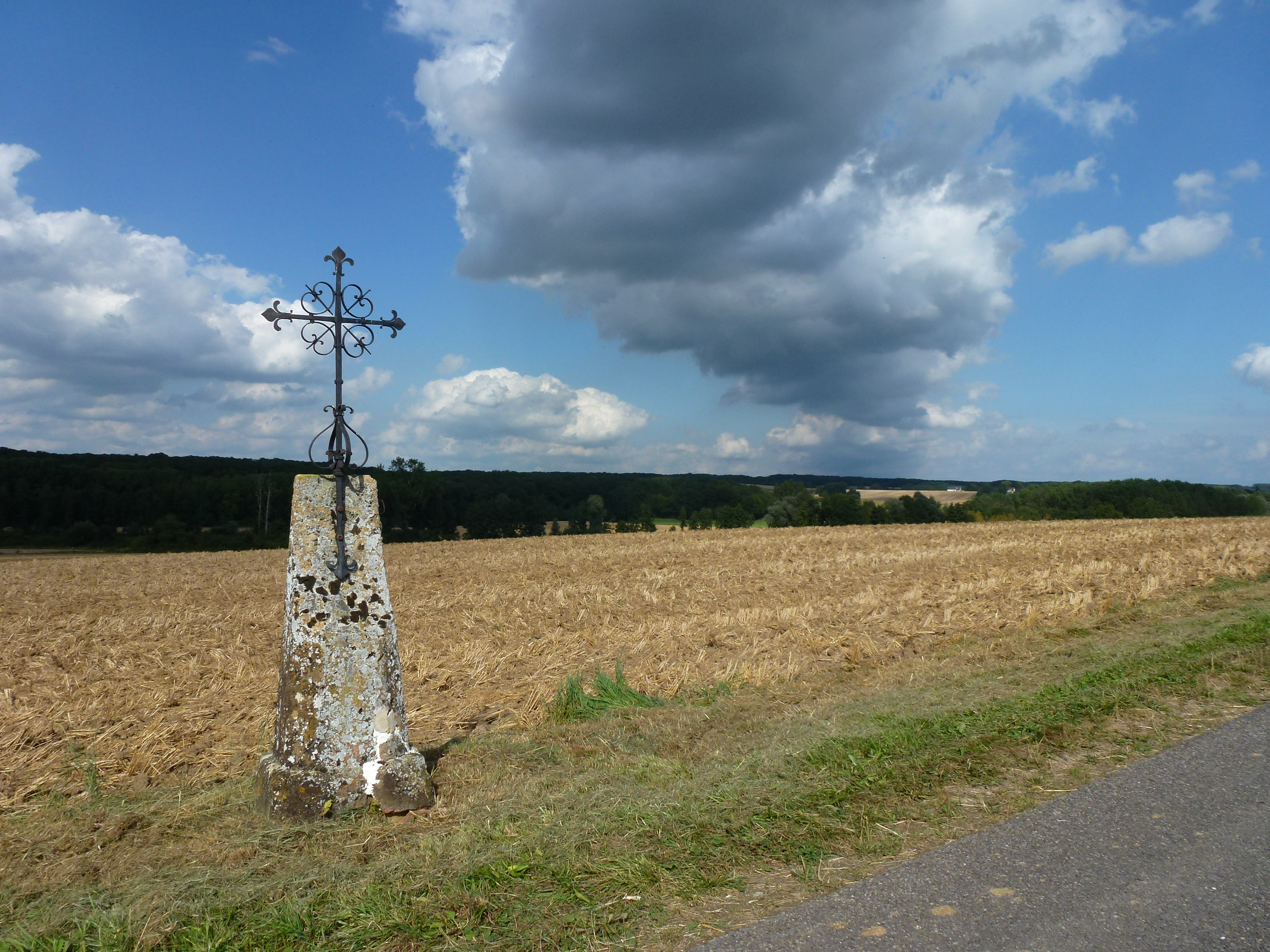
صليب  الطريق.
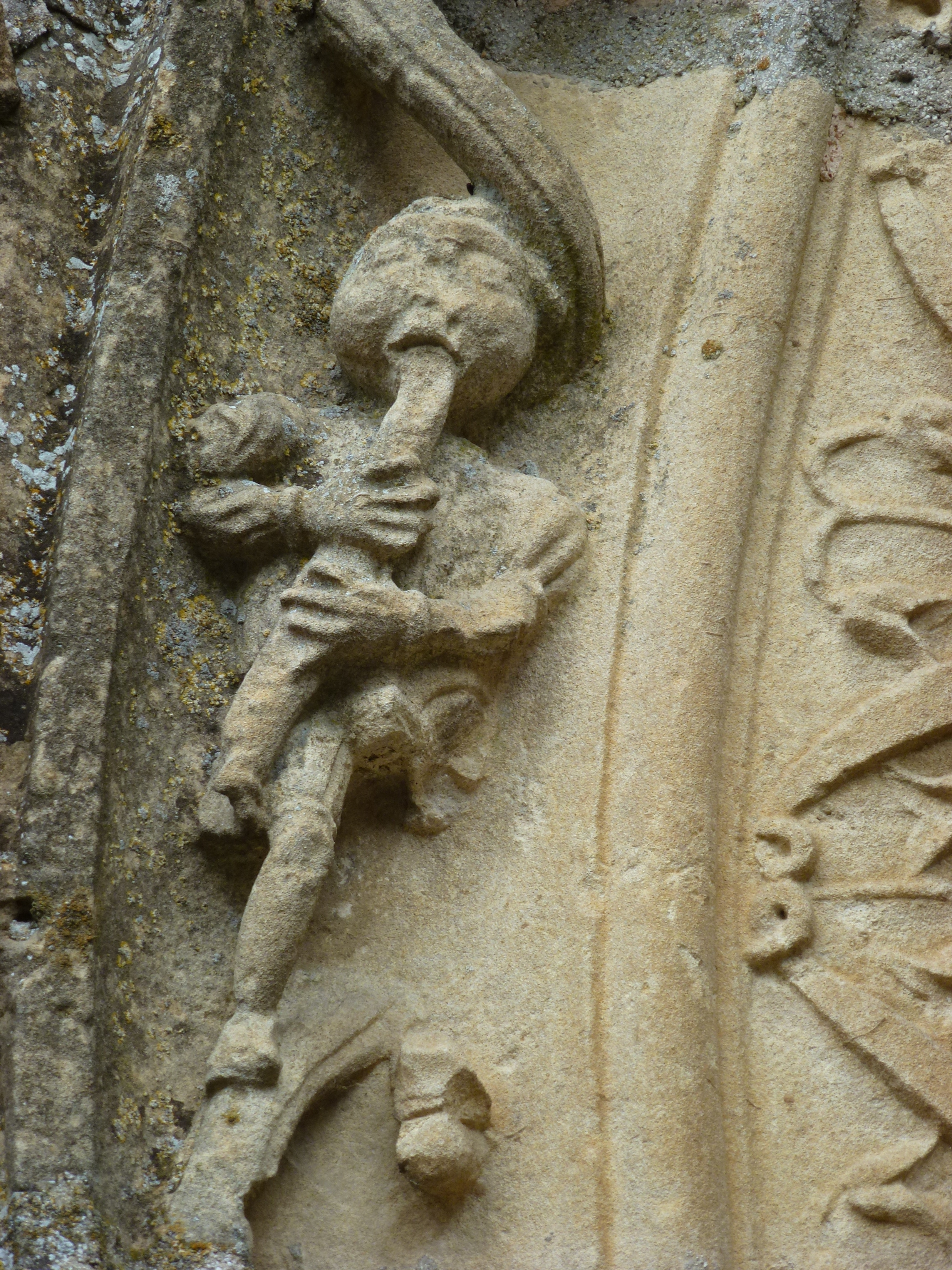
تماثيل بوابة الكنيسة (التفاصيل 1).
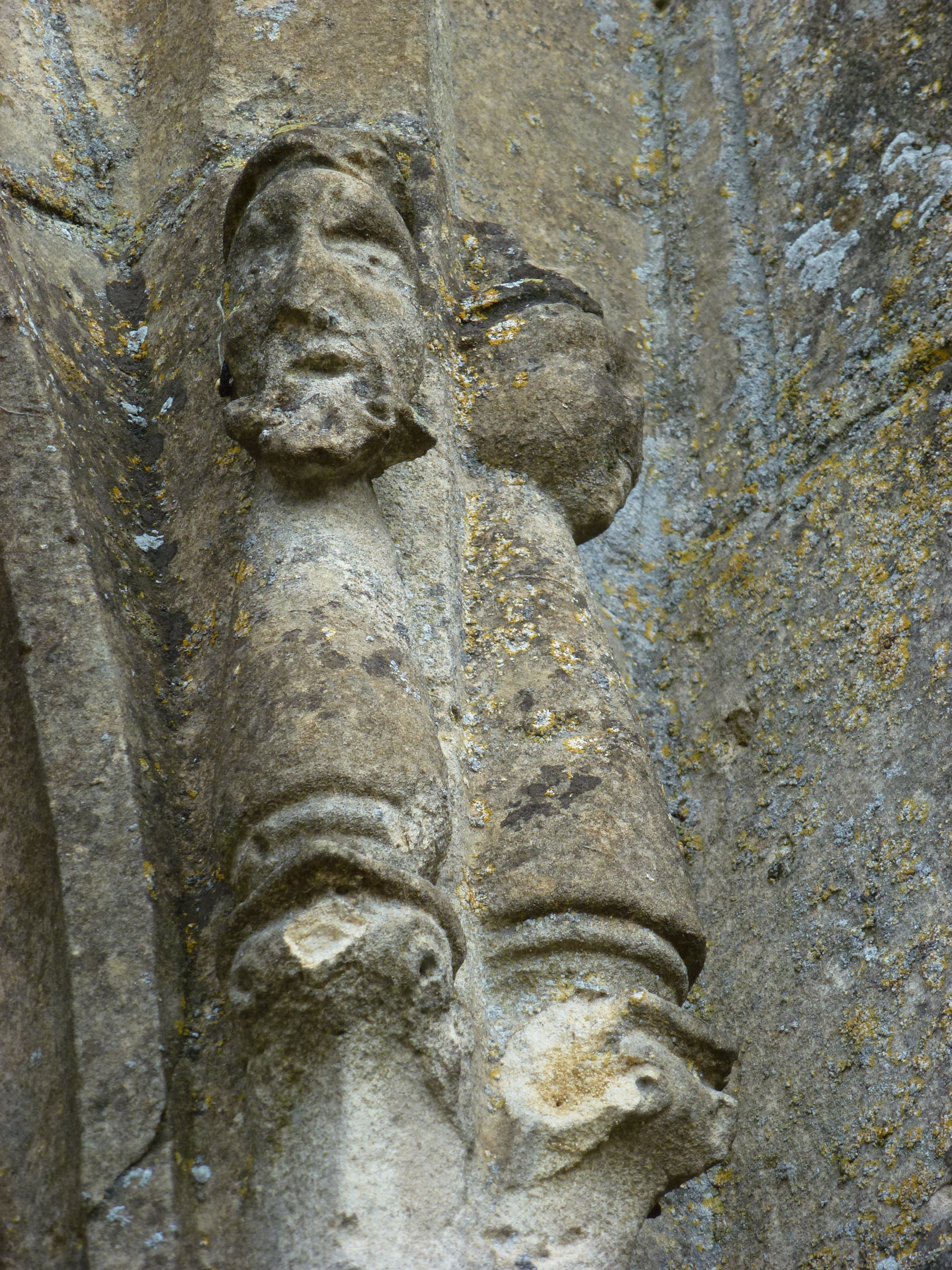
تماثيل بوابة الكنيسة (التفاصيل 2).
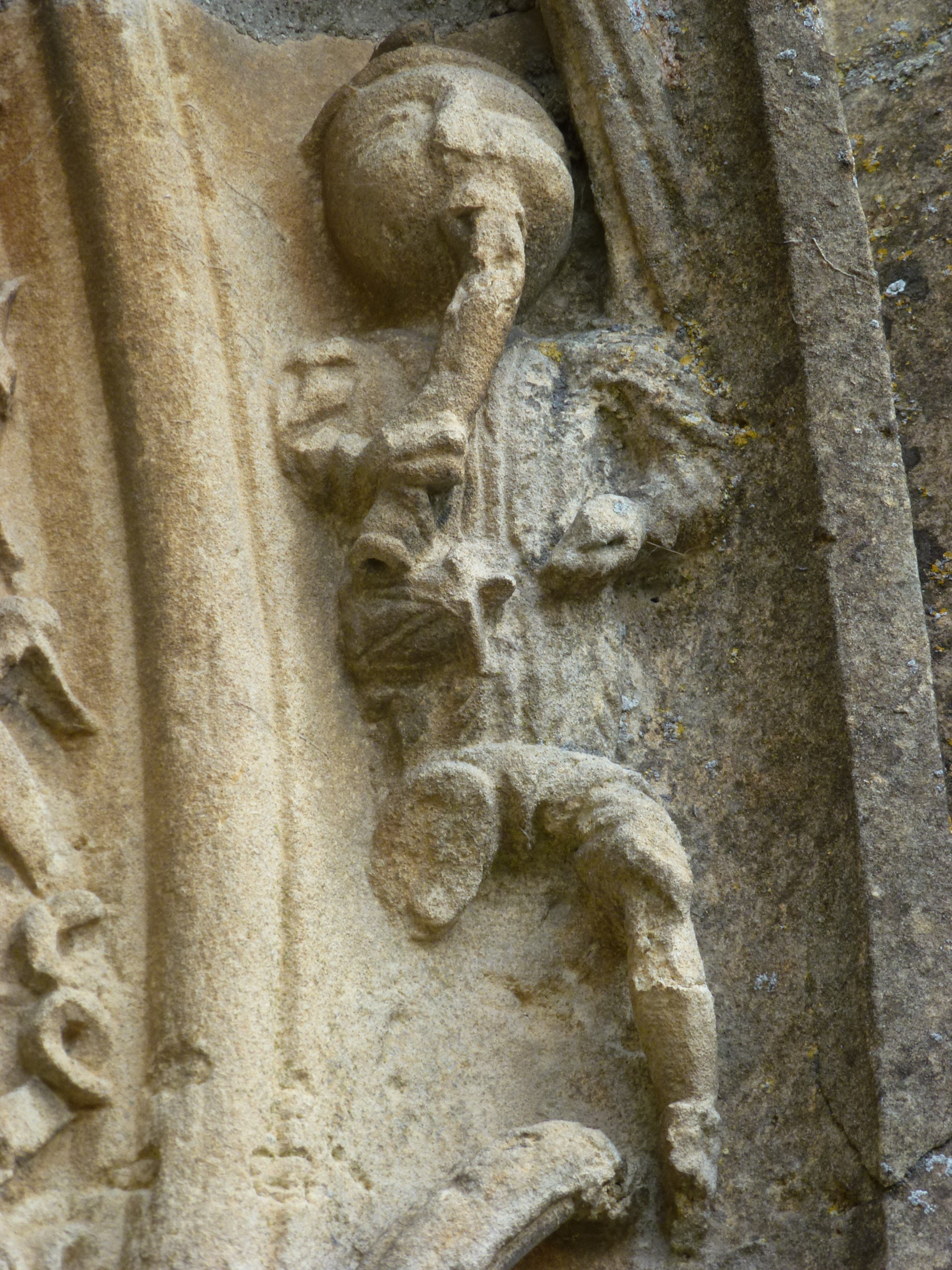
تماثيل بوابة الكنيسة (التفاصيل 3).